# Линия Санкт-Гоара

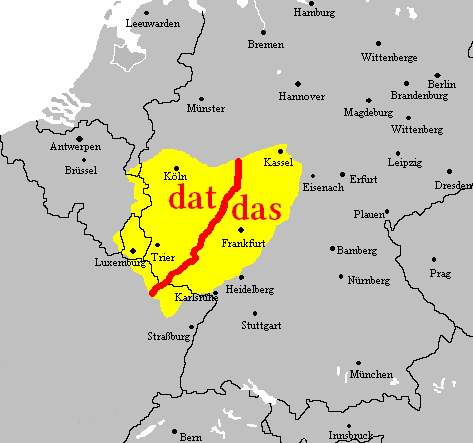
Линия Санкт-Гоара

Линия Санкт-Гоара, линия das-dat или линия was-wat — в немецкой диалектологии изоглосса, отделяющая диалекты, сохранившие /t/ (севернее) в словах dat («то») и wat («что»), от диалектов, в которых этот звук перешёл в /s/: das, was (в стандартном немецком).
Линия dat-das проходит через границу, разделяющую франко- и немецкоязычную языковые области, начинаясь в Лотарингии, пересекает Саар. По территории Саара она проходит севернее Саарбрюкена с юго-запада на северо-восток по направлению к среднему течению Наэ в Рейнланд-Пфальце, затем проходит через Хунсрюк, пересекая Рейн у города Санкт-Гоар. Далее она тянется по правому берегу Рейна на северо-восток вдоль границы Рейнланд-Пфальца и Гессена через Лимбург-ан-дер-Лан и Дилленбург до тех пор, пока она не соединится с Линией Бенрата и границей Айфеля в Северном Рейне-Вестфалии в месте встречи областей Зигерланд, Виттгенштейн и Зауэрланд. Затем линия идёт на северо-восток и достигает Одера и немецко-польскую границу у Франкфурта-на-Одере.
В юго-западной Германии линию dat-das в большинстве случаев можно точно определить от деревни к деревне. Однако языковая граница стирается в связи с возросшей мобильностью населения.